# All's Fair
All's Fair é uma futura série de televisão estadunidense de drama jurídico, criada por Ryan Murphy, Jon Robin Baitz e Joe Baken para o Hulu. A série está prevista para estrear em 2025.

## Sinopse
Uma equipe de advogadas especializadas em divórcio deixa um escritório dominado por homens para abrir seu próprio escritório poderoso. Ferozes, brilhantes e emocionalmente complexas, elas lidam com términos arriscados, segredos escandalosos e alianças instáveis – tanto no tribunal quanto dentro de suas próprias fileiras. Em um mundo onde o dinheiro fala mais alto e o amor é um campo de batalha, essas mulheres não apenas jogam o jogo – elas o transformam.

## Elenco e personagens

### Principal
- Kim Kardashian como Allura Grant
- Naomi Watts como Liberty Ronson
- Niecy Nash como Emerald Greene
- Teyana Taylor como Milan
- Sarah Paulson como Carrington Lane
- Glenn Close como Dina Standish

### Convidado
- Elizabeth Berkley como Dee Barber
- Ed O'Neill
- Michael Nouri
- Cedric Yarbrough
- Judith Light
- O-T Fagbenle
- Brooke Shields
- Eddie Cibrian
- Grace Gummer
- Lorraine Toussaint
- Jessica Simpson
- Rick Springfield
- Matthew Noszka
- Steven Pasquale

## Episódios
| N.º | Título                  | Dirigido por                           | Escrito por                              | Exibição original | Audiência (milhões) |
| --- | ----------------------- | -------------------------------------- | ---------------------------------------- | ----------------- | ------------------- |
| 1   | "Pilot"                 | Ryan Murphy                            | Ryan Murphy, Jon Robin Baitz e Joe Baken | ASA               | ASD                 |
| 2   | ASA                     | Ryan Murphy e Jamie Pachino            | ASA                                      | ASD               |                     |
| 3   | ASA                     | Ryan Murphy e Joe Baken                | ASA                                      | ASD               |                     |
| 4   | ASA                     | Lyn Greene, Richard Levine e Joe Baken | ASA                                      | ASD               |                     |
| 5   | Uta Briesewitz          | Lyn Greene e Richard Levine            | ASA                                      | ASD               |                     |
| 6   | ASA                     | ASA                                    | ASA                                      | ASD               |                     |
| 7   | Uta Briesewitz          | Ryan Murphy e Joe Baken                | ASA                                      | ASD               |                     |
| 8   | Crystle Roberson Dorsey | Lyn Greene e Richard Levine            | ASA                                      | ASD               |                     |
| 9   | Anthony Hemingway       | Lyn Greene e Richard Levine            | ASA                                      | ASD               |                     |
| 10  | Crystle Roberson Dorsey | Ryan Murphy e Joe Baken                | ASA                                      | ASD               |                     |

## Produção

### Desenvolvimento
Em 4 de dezembro de 2023, Deadline anunciou que Ryan Murphy estava desenvolvendo uma série de drama jurídico para o Hulu. Em 8 de julho de 2024, foi anunciado que a série se chamaria All's Fair. Em 13 de maio de 2025, Hulu anunciou que a série estreará no outono boreal.

### Escolha de elenco
Em 4 de dezembro de 2023, Kim Kardashian juntou-se ao elenco da série. Em 8 de julho de 2024, Glenn Close juntou-se ao elenco da série. Em 6 de agosto de 2024, Sarah Paulson, Niecy Nash-Betts, Naomi Watts e Teyana Taylor juntaram-se ao elenco da série. Em 25 de setembro de 2024, Matthew Noszka juntou-se ao elenco da série. Em 2 de outubro de 2024, Ed O'Neill juntou-se ao elenco da série. Em 25 de outubro de 2024, Michael Nouri juntou-se ao elenco da série. Em 7 de novembro de 2024, Cedric Yarbrough juntou-se ao elenco da série. Em 20 de novembro de 2024, Judith Light juntou-se ao elenco da série. Em 6 de dezembro de 2024, O-T Fagbenle juntou-se ao elenco da série. Em 14 de janeiro de 2025, Brooke Shields juntou-se ao elenco da série. Em 7 de março de 2025, Eddie Cibrian juntou-se ao elenco da série. Em 31 de março de 2025, Kathleen Garrett juntou-se ao elenco da série. Em 13 de maio de 2025, Jessica Simpson, Elizabeth Berkley, Grace Gummer e Steven Pasquale juntaram-se ao elenco da série. Em 10 de julho de 2025, Rick Springfield juntou-se ao elenco da série.

### Filmagens
As filmagens ocorreram entre outubro de 2024 e março de 2025.